# Abdullah Özdemir
Abdullah Özdemir (* 13. Mai 1999) ist ein türkischer Leichtathlet, der sich auf den Mittelstreckenlauf spezialisiert hat.

## Sportliche Laufbahn
Erste internationale Erfahrungen sammelte Abdullah Özdemir bei den 2016 erstmals ausgetragenen Jugendeuropameisterschaften in Tiflis, bei denen er im 1500-Meter-Lauf in der ersten Runde disqualifiziert wurde. 2019 belegte er bei den Balkan-Hallenmeisterschaften in Istanbul in 3:55,44 min den achten Platz über 1500 Meter und im Jahr darauf wurde er bei den Hallenmeisterschaften in Istanbul nach 3:53,63 min Sechster. 2021 klassierte er sich bei den Balkan-Hallenmeisterschaften in 1:51,99 min auf dem achten Platz im 800-Meter-Lauf.
2019 und 2020 wurde Özdemir türkischer Hallenmeister im 1500-Meter-Lauf.

## Persönliche Bestleistungen
- 800 Meter: 1:51,30 min, 22. Juni 2018 in Istanbul
  - 800 Meter (Halle): 1:51,99 min, 20. Februar 2021 in Istanbul
- 1500 Meter: 3:49,68 min, 24. Juni 2019 in Bursa
  - 1500 Meter (Halle): 3:49,03 min, 1. Februar 2020 in Istanbul